# 1990年电子游戏界

## 事件
- 8月，瑞典語电子游戏杂志《Nintendomagasinet（英语：Nintendomagasinet）》开始出版。
- 3月8日，Nintendo World Championships（英语：Nintendo World Championships）开始进行.

## 商业
- 任天堂对Color Dreams（英语：Color Dreams）诉讼：任天堂控告Dreams进行从事未授权的任天堂产品活动。
- Toy Headquarters与Trinity Acquisition Corporation合并组成THQ。
- 新公司：Climax Entertainment、Eidos、Interactive Studios（英语：Interactive Studios）、Revolution Software（英语：Revolution Software）、Sonic! Software Planning（1994年4月4日更名為Camelot）、Team17
- 关闭：Tynesoft（英语：Tynesoft）

## 知名发行
- 《Bonk's Adventure（英语：Bonk's Adventure）》（美版《PC原人》）日本電氣的TurboGrafx-16发行。是Bonk（英语：Bonk (video game series)）（原人）在美国第一次出现。其为TurboGrafx-16的吉祥物。
- 南梦宫发行了《Kyuukai Douchuuki（英语：Kyuukai Douchuuki）》、《World Stadium '90（英语：World Stadium '90）》、《Final Lap 2（英语：Final Lap 2）》、《Pistol Daimyo no Bouken（英语：Pistol Daimyo no Bouken）》，其为《Berabow Man（英语：Berabow Man）》的衍生；《Souko Ban Deluxe（英语：Souko Ban Deluxe）》、《Dragon Saber（英语：Dragon Saber）》、《Rolling Thunder 2（英语：Rolling Thunder 2）》、《Steel Gunner（英语：Steel Gunner）》和《Golly! Ghost!（英语：Golly! Ghost!）》。
- 2月12日，任天堂在北美发行了红白机游戏《超級瑪利歐兄弟3》。共售出1728万份。使其称为史上最佳单独发行的电子游戏。
- 4月，科樂美发行了《斯内克的复仇（英语：Snake's Revenge）》，其为北美地区《合金装备》的续作。小岛秀夫没有参与制作。
- 4月，Williams在街机发行了《Smash TV（英语：Smash TV）》。为一个关于展现极度暴力的双枪射击游戏。
- 4月20日，任天堂在日本发行了《火焰之纹章 暗黑龙与光之剑》，为其長期系列的首作，亦是戰略角色扮演遊戲的革新之作。
- 6月1日，Origin发行了《创世纪VI: The False Prophet》
- 7月12日，任天堂北美在北美地区红白机平台發行了《最终幻想》。此款游戏开启了史克威爾的流行和长时期之系列最終幻想。
- 7月20日，科乐美的小岛秀夫在日本地区MSX2家用电脑平台發行了《合金装备2 固蛇》。这是科乐美在这款硬件上最后一款重要的游戏。
- 7月27日，任天堂在紅白機、Game Boy和街機（只限歐美地區的任天堂對戰系統和PlayChoice-10）平台中发行了《马里奥医生》。
- 8月，在雅达利游戏的《Pit Fighter（英语：Pit Fighter）》这款游戏中，数字精灵被引入了街机格斗之中。
- 9月26日，Origin发行了《Wing Commander》游戏。
- 9月28日，卡普空在日本地区红白机发行了《洛克人3 威利博士的末期！？》，引入了新角色萊西（英语：Rush (Mega Man)）和布魯斯。
- 11月9日，雪乐山发行了《King's Quest V》。
- 10月15日，LucasArts发行了《猴島的秘密》。
- 11月1日，洛克人3 威利博士的末期！？在北美发行。
- 11月21日，任天堂在日本地区发行超級任天堂。《超級瑪利歐世界》和《F-Zero》为首发游戏。《超級瑪利歐世界》引入了新角色耀西；《F-Zero》引入了新角色飛隼隊長（日语：キャプテン・ファルコン）。
- 12月14日，《指挥官基恩》成为共享軟體，第一款在个人电脑上重要的平台游戏

。*世嘉发行了《G-LOC: Air Battle R-360》街机游戏。具有第一款3D - 360°剧情，能够让玩家在现实世界进行旋转。
- 席德·梅爾之《铁路大亨》，第一款大亨游戏。由MicroProse发行。
- 英寶格发行了《Alpha Waves（英语：Alpha Waves）》，为第一款3D平台游戏。[1]
- Mindscape（英语：Mindscape）发行了《Captive（英语：Captive (video game)）》。

### 硬件
- Camerica（英语：Camerica）在加拿大和英国发行了CodemastersGame Genie（英语：Game Genie）适配器（在美国由Galoob（英语：Galoob）发行）。
- 日本電氣发行了TurboExpress手持设备。
- 任天堂在日本发行了超級任天堂16位机。
- SNK发行了Neo Geo Advanced Entertainment System （AES）家用机。
- 10月6日，世嘉Game Gear在日本地区发行。1991年在北美发行，1992年在欧洲和澳大利亚发行。
- 11月30日，世嘉在欧洲发行Mega Drive。
- Amstrad（英语：Amstrad）停止生产ZX Spectrum，结束了其在英国家用电脑市场的主导。